# Paratubana vitiliginis
Paratubana vitiliginis är en insektsart som beskrevs av Young 1977. Paratubana vitiliginis ingår i släktet Paratubana och familjen dvärgstritar. Inga underarter finns listade i Catalogue of Life.